# Kocsis László (zeneművész)
Kocsis László József (Budapest, 1942. április 22. –) magyar klarinétos, szaxofonista, dzsessz-zenész, zenetanár.

## Pályafutása
Gyermekkorában 8 évesen kezdett el zenét tanulni hegedűn, egészen 16 éves koráig. Tanárai: Hessz János, Scheiner Eleonora. Zenei tanulmányait a kőbányai zeneiskolában folytatta klarinét- és szaxofonszakon. Tanárai: Éber Tibor és Schirling Józsefné. 1960-ban felvételt nyert a Bartók Béla Zenei Konzervatórium klarinétszakára. tanára Meizl Ferenc klarinétművész, zeneszerző. Később a dzsessz felé fordult, Papp Tivadar növendékeként folytatta zenei tanulmányait.
Könnyűzenei vonalon különböző zenekarokban kapott fellépési lehetőséget Budapesten, 2 éves katonai szolgálatot követően meghívást kapott a Fővárosi Cirkusz és Varieté Vállalathoz, Mariborban vendégszereplésre. 1966-tól Papp Tivadar zenekarával turnézott Finnországban. 1970-töl Svédországban Arne Krusing es Sten Gösta Sundin zenekarával lépett föl. 1974-ben visszatért Budapestre, a Moszkva kert étteremben Garay Attilával játszott, majd újabb turnéra indult Kelemen Gyula zenekarával Lipcsébe és Kelet-Berlinbe. 1975-től Nyugat-Németország különböző városaiban turnézott: Stuttgartban, Hamburgban, Freiburgban, Lübeckben, Regensburgban.
1978-ban házasságot kötött, 3 gyermeke született.
Zenetanári állást kapott a stuttgarti zeneiskolában, szaxofont, klarinétot és fuvolát tanított.
1980-tól Herrenberg és Waldenbuch zeneiskolában főállású zenetanár volt, továbbá fúvószenekarok 
növendékeit korrepetálta és készítette föl hangversenyekre.
40 éves tanári munkássága során sok fiatal növendéket nevelt föl, generációknak adott zenei tudást,
akik közül sikeres művészek, zenészek lettek. Megalakította a herrenbergi szaxofon-csoportot, sikeres fellépések sora következett.
Nyugdíjba vonulása után is aktívan dolgozik, fellép a Night& Day zenekarral és magántanárként tevékenykedik.
2020-ban visszatért Magyarországra, itt folytatja tanári tevékenységét és a zenélést.